# Abd al-Bari Atwan
Abd al-Bari Atwan (en árabe: عبد الباري عطوان‎) es un periodista palestino nacionalizado británico. Se desempeña como redactor jefe de Al-Quds Al-Arabi, diario árabe con sede en Londres.

## Biografía
Nació el 17 de febrero de 1950 en el campo de refugiados palestinos de Deir al-Balah, en la Franja de Gaza. Fue uno entre 11 hermanos. Después de recibir su educación primaria en el campo de refugiados, continuó su escolarización, primero en Jordania en 1967, y después en El Cairo, Egipto. En 1970 entró en la Universidad de El Cairo, donde estudió periodismo y consiguió un título en traducción inglés-árabe. Una vez licenciado, empezó a trabajar como periodista, primero para el diario Al Balaagh en Libia, y más tarde para el diario Al Madina de Arabia Saudita. En el año 1978, se trasladó a Londres, donde vive desde entonces, y empezó a trabajar para el diario Al Sharq Al Awsat. En el año 1980 se encargó de la puesta en marcha de la oficina de Al Madina en Londres y posteriormente en el año 1984 volvió a Al Sharq Al Awsat.
En el año 1989 se fundó Al-Quds Al-Arabi y Abd al-Bari Atwan se convirtió en su redactor jefe. Durante la Guerra del Golfo de 1990/91, Al-Quds Al-Arabi ganó cierta reputación por su oposición al ataque dirigido por los Estados Unidos de América. Mientras el diario criticó la invasión de Kuwait por Irak, consideró la intervención posterior respaldada por la ONU una intromisión en asuntos árabes. En el año 1996 Abd al-Bari Atwan entrevistó a Osama bin Laden. Tuvo que cruzar montañas vestido de afgano. Describe la experiencia como su "viaje más espantoso". Su opinión fue que bin Laden es "todo un fenómeno, un extremista".
Abd al-Bari Atwan aparece a veces como invitado de Dateline London en BBC World y también en CNN International.

## Publicaciones
Libro titulado Patria de palabras. Editorial Dar al-Saqi, Londres, primera edición de las memorias de Abd al-Bari `Atwan “Patria de palabras”. Abd al-Bari puso a este libro otro título que resume su contenido: "Un viaje palestino desde el campo de refugiados hasta la primera página". Abd al-Bari dedica este viaje, cuyas grandes dificultades comenzaron aquel terrible invierno en el campamento de refugiados de Dir al-Balah, en la Franja de Gaza, a los niños refugiados en todo el mundo; pero especialmente a los niños palestinos de los campos de refugiados, tanto en Palestina como en el exilio. También hay una dedicación especial a la escritora fallecida May Gasoub, ya que, “si no fuese por la persuasión y la insistencia de May, este libro no habría sido publicado”. El libro contiene 271 páginas que van registrando las etapas más relevantes del duro viaje, desde el campo de refugiados palestinos de Dir al-Balah,  en la Franja de Gaza, hasta su participación en la creación de la primera portada de alguno de los numerosos periódicos árabes, como Al-Balag libio, Al-Medina saudí, Al-Sharq Al-Awsat de Londres y Al-Quds Al-Arabi de Londres. En este último pasó diecinueve años, una experiencia profesional e informativa muy relevante.
"Patria de palabras" está dirigida a una audiencia que lee en inglés, por lo que Atwan dice que hay detalles importantes de sus memorias que serán incluidos en la versión árabe,  que no sabe cuándo verá la luz. En cuanto a la versión en inglés, hay tres casas editoriales internacionales, canadienses, franceses y española, que han mostrado interés en la compra de los derechos de autor. En la contracubierta del libro hay un comentario de la escritora Polly Toynbee, en el que comparte con el escritor sus percepciones reflejadas en el libro, y dice: "Esta imagen de la vida y del tiempo en el que vivió este destacado periodista, ofrecen una visión íntima del mundo vista por una persona nacida y criada en un campamento de refugiados palestinos en Gaza. La voz firme de Abd al-Bari Atwan y sus escritos tan gráficos devuelven a la vida una infancia llena de vicisitudes en medio de dificultades y tragedias por los acontecimientos en el Medio Oriente. "
- Datos: Q2820956
- Multimedia: Abdel Bari Atwan / Q2820956